# Kangso
Kangso (Hán Việt: Giang Tây) là một huyện của tỉnh Pyongan Nam tại Cộng hòa Dân chủ Nhân dân Triều Tiên. Huyện giáp với Onchon ở phía tây nam, với Jungsan ở phía tây và tây bắc, với Taedong ở phía bắc, với Chollima ở phía đông bắc, với Ryonggang và Taean ở phía nam và giáp với thủ đô Bình Nhưỡng ở phía đông. Năm 2008, dân số toàn huyện Kangso là 191.356 người (90.625 nam và 100.731 nữ), trong đó, dân cư đô thị là 119.848 người (62,6%) còn dân cư nông thôn là 71.508 người (37,4%). Năm 2010, một lần nữa Kangso lại trở thành một huyện trực thuộc Nampho.